# Тулушка (Татарстан)
Тулушка — посёлок в Сабинском районе Республики Татарстан России.
Расположен на одноимённой реке (бассейн Мёши) в 12 км к западу от Богатых Сабов. Находится между деревнями Новый Мичан, Нижний Симет, Большой Шинар, Мингер. С трех сторон речки, горы, сосновые и еловые посадки, цветочные луга.

## История
В старину местные мастера славились изготовлением качественных мягких валенок с выездом в разные регионы. Во второй половине XX века деревня в составе колхоза «Авангард». В 1985—1995 годах многие жители переехали в более крупные посёлки и города. В деревне остались 5-6 хозяйств.
В «Списке населенных мест по сведениям 1859 года», изданном в 1866 году, населённый пункт упомянут как казённая деревня Тюлюшка 1-го стана Мамадышского уезда Казанской губернии. Располагалась при речке Семите, на Казанском коммерческом тракте, в 88 верстах от уездного города Мамадыша и в 45 верстах от становой квартиры во владельческом селе Кукморе (Таишевский Завод). В деревне, в 16 дворах жили 91 человек (48 мужчин и 43 женщины).

## Достопримечательности
- гора Мичән
- Атау
- Инеш
- ивняк Кәтри
- Наратлык
- гора Кызрата
- река Тулушка